# Thonon Black Panthers
Die Black Panthers de Thonon, im deutschsprachigen Raum meist als Thonon Black Panthers bezeichnet, sind eine American-Football-Mannschaft in Thonon-les-Bains, die in der ersten französischen Liga spielt. Gegründet wurde das Team im Jahr 1987 und spielt aktuell in der höchsten französischen Liga.

## Geschichte
Das Team wurde 1987 von Benoit Sirouet und Jérôme Garnier gegründet. Durch eine deutliche Aufstockung der zweiten Division waren die Black Panthers 1991 erstmals in der zweithöchsten Spielklasse vertreten. Zur Saison 1998 traten die Black Panthers, wiederum bedingt durch eine Ligaerweiterung, in der höchsten nationalen Division an und erreichten dort auf Anhieb das Viertelfinale der Play-offs um den Casque de Diamant. In den beiden folgenden Jahren 1999 und 2000 feierte Thonon jeweils den Einzug ins Halbfinale, wo die Mannschaft dann beide Male am späteren Titelgewinner scheiterte. Mit diesen bis dato größten Erfolgen der Vereinsgeschichte endete der kontinuierliche Aufstieg der Black Panthers. Die Saison 2002 endete mit dem Abstieg aus dem französischen Oberhaus.
Im Jahr 2004 gelang der Wiederaufstieg in die erste Division mit dem ersten Gewinn des Casque d’Or, dem damaligen Meistertitel der zweithöchsten Spielklasse. In den Jahren 2007 bis 2010 zogen die Black Panthers viermal in Folge als Sieger ihrer Gruppe ins Halbfinale um die Landesmeisterschaft ein. In der Saison 2007 und der Saison 2009 erreichten sie sogar das Finale, in dem sie jeweils Flash de La Courneuve deutlich unterlagen. Die dritte nationale Vizemeisterschaft gelang dann 2012 als bestes Team der regulären Saison. Im Casque de Diamant gab es eine knappe Niederlage gegen die Spartiates d’Amiens.
In der Saison 2013 holten sich die Black Panthers erstmals die französische Meisterschaft. Diesen Erfolg konnten sie in der Saison 2014 wiederholen.
International traten die Black Panther 2008 in der European Football League an, wo sie als Letzter ihren Vorrundengruppe ausschieden. In der Saison 2009 nahm das Team am zweitklassigen EFAF Cup teil und scheiterte erst im Finale an den Prague Panthers mit 35:12. Nach einem weiteren Auftritt im Jahr 2011, der im Halbfinale endete, konnten Thonon im dritten Anlauf den EFAF Cup 2013 gewinnen. Finalgegner war das spanische Team L’Hospitalet Pioners, das deutlich mit 66:6 bezwungen werden konnte.
In der Saison 2014 nahmen die Thonon Black Panthers an der neu gegründeten IFAF Europe Champions League teil. Als Gruppensieger zogen sie direkt ins Halbfinale ein und unterlagen dort dem serbischen Meister Vukovi Beograd.
Ab 2005 war der Kanadier Larry Legault Head Coach, welcher auch gleichzeitig Head Coach der französischen Nationalmannschaft darstellte. Abgelöst wurde er durch Fabien Ducousso.

## Erfolge

### National
- Casque de Diamant (französische Meisterschaft)
  - Sieger (6): 2013, 2014, 2019, 2023, 2024, 2025
  - Vize (7): 2007, 2009, 2012, 2015, 2017, 2018, 2022
- Casque d’Or
  - Sieger: 2004

### International
- Central European Football League
  - Sieger: 2025
  - Vize: 2023
- EFL Bowl: 2017
- EFAF Cup: 2013